# Altyn-Solok
L'Altyn-Solok (en bachkir : Алтын-Солок), litt. « l'arbre creux doré », est une réserve naturelle de Russie située en Bachkirie dans l'Oural méridional instituée en 1997. Elle s'étend sur 91 000 ha dans le raïon de Bourzian à proximité de la réserve naturelle de Bachkirie et à la limite du mont Massime. Elle occupe un dixième de la superficie des aires protégées de Bachkirie et forme avec la réserve naturelle de Choulgan-Tach l'« Oural de Bachkirie » soumis par la Russie sur la liste indicative du patrimoine mondial.

## Historique
Cette réserve naturelle a été fondée spécialement pour la protection d'abeilles mellifères endémiques, dites abeilles de Bourzian, que l'on trouve également dans la réserve naturelle de Bachkirie, ainsi que pour la protection d'insectes rares et de plantes endémiques.
Cinq objets ont une signification historico-culturelle dans la région, dont notamment la grotte de Choulgan-Tach (ou de Kapova) avec ses fresques du Paléolithique, le mont Massime, grâce à la place qu'il tient dans le folklore bachkir.
Des pressions ont lieu pour sortir de la zone protégée des parcelles où ont été trouvés des gisements de barite aux environs de Koujine.

## Source
- (ru) Cet article est partiellement ou en totalité issu de l’article de Wikipédia en russe intitulé « Алтын-Солок » (voir la liste des auteurs).

1. ↑  UNESCO Centre du patrimoine mondial, « Bashkir Ural - UNESCO World Heritage Centre », sur whc.unesco.org (consulté le 27 février 2018).